# Шепєлєв Максиміліан Альбертович
Ше́пєлєв Максиміліа́н Альбе́ртович (28 вересня 1975, Дніпропетровськ) — український та російський політолог, доктор політичних наук, професор кафедри менеджменту і державного та муніципального управління Курського державного університету.

## Біографія
Максиміліан Альбе́ртович Шепєлєв народився 28 вересня 1975 року у місті Дніпропетровську. У 1996 році з відзнакою закінчив Дніпропетровський державний університет (зараз — Дніпропетровський національний університет імені Олеся Гончара) за спеціальністю «Політологія». У 1999 році закінчив аспірантуру цього ж університету. У 2000 році М. А. Шепєлєв захистив дисертацію «Планетарний дуалізм як світосистемний феномен: філософсько-історичний аналіз» на здобуття ученого ступеня кандидата філософських наук.
З 2001 року — доцент кафедри політології. У 2008 році захистив дисертацію «Теоретико-методологічні засади політологічного аналізу глобалізації управління» на здобуття вченого ступеня доктора політичних наук за спеціальністю 23.00.04 — політичні проблеми міжнародних систем та глобального розвитку.
З 2008 року — професор кафедри політології. У 2009-2014 рр. М. А. Шепєлєв був завідувачем кафедри міжнародних відносин ДНУ. Викладав дисципліни: «Вступ до міжнародних відносин», «Теорія міжнародних відносин», «Геополітика», «Загальна теорія цивілізацій» («Політична цивіліологія»).
З 2014 р. працює у Курському державному університеті (Росія).

## Нагороди
- Державна премія України в галузі освіти 2013 року — у номінації «наукові досягнення в галузі освіти» за цикл наукових праць «Філософія освіти: пошук пріоритетів» (у складі колективу)[2]

## Основні праці
Максиміліан Шепєлєв є автором понад 100 наукових та навчальних публікацій. Серед них:
1. Суліма Є. М., Шепєлєв М. А. Глобалістика. Підручник. — К.: Вища школа, 2010.
2. Суліма Є. М., Шепєлєв М. А., Кривошеїн В. В., Полянська В. Ю. Політична філософія. Підручник. — К.: Знання, 2006.
3. Шепєлєв М. А. Теорія міжнародних відносин. Підручник. — К.: Вища школа, 2004.
4. Шепєлєв М. А. Глобалізація управління як мегатенденція сучасного світового розвитку. Монографія. — К.: Генеза, 2004.
5. Шепелев М. А. Цивилизационное измерение геоэкономики // Полис. — 2002. — № 1. — С.160-164.
6. Шепелев М. А. Глобальный мир, Ordo Nuovo и новая политическая наука. Монография. — Днепропетровск, 2002.
7. Шепелев М. А. Что нас ждёт в 2013 году? // 2000. — 13 июня 2006 г.